# Chaca
Famille
Genre
Chaca est le seul genre de la famille des Chacidés (Chacidae) qui contient des poissons-chats (ordre des Siluriformes).

## Liste des espèces
Selon FishBase (29 octobre 2017) :
- Chaca bankanensis Bleeker, 1852
- Chaca burmensis Brown & Ferraris, 1988
- Chaca chaca (Hamilton, 1822)
- Chaca serica Ng & Kottelat, 2012